# Lockheed Martin F-35 Lightning II
El Lockheed Martin F-35 Lightning II és una família de caces polivalents de cinquena generació desenvolupats primàriament pels Estats Units d'Amèrica. Es tracta d'un avió de combat polivalent, monoplaça i monomotor i amb capacitat furtiva (eco de radar reduït). Està dissenyat pensant en una gran versatilitat amb capacitat per realitzar missions de defensa aèria, atac a superfície i reconeixement. L'F-35 consta de 3 models principals, l'F-35A convencional, F-35B amb capacitat STOL d'enlairament curt i l'F-35C adaptada a les operacions des de portaavions.

## Variants
Hi ha 3 versions bàsiques diferents adaptades a diferents tipus d'operacions i usuaris:

### F-35A
La variant F-35A' és d'enlairament i aterratge convencional (CTOL) i destinada a les Forces Aèries dels Estats Units i altres forces aèries. És la versió més petita i lleugera de l'F-35 i l'única que compta amb un canó intern de calibre 25 mm (que també equipa l'AV-8B Harrier II del Cos de Marines dels Estats Units).
Aquesta variant està destinada principalment a substituir els F-16 Fighting Falcon utilitzats actualment pels Estats Units i altres aliats. S'espera que l'F-35A iguali a l'F-16 en maniobrabilitat i velocitat sostinguda a grans acceleracions i girs. A més el superarà en càrrega útil, abast, aviònica, capacitat furtiva, efectivitat operacional, manteniment i capacitat de supervivència. S'espera que iguali el rendiment d'acceleració d'un F-16 equipat amb els habituals tancs de combustible externs.

### CF-35
El CF-35 és una variant de l'F-35A dissenyada especialment per al Canadà que compta amb un paracaigudes de frenada i una sonda per a realitzar re-proveïment en vol (amb la que ja compten les variants F-35B/C). És possible que Noruega adquireixi una versió semblant amb paracaigudes de frenada, ja que també sol operar els avions des de pistes d'aterratge gelades.

### F-35B

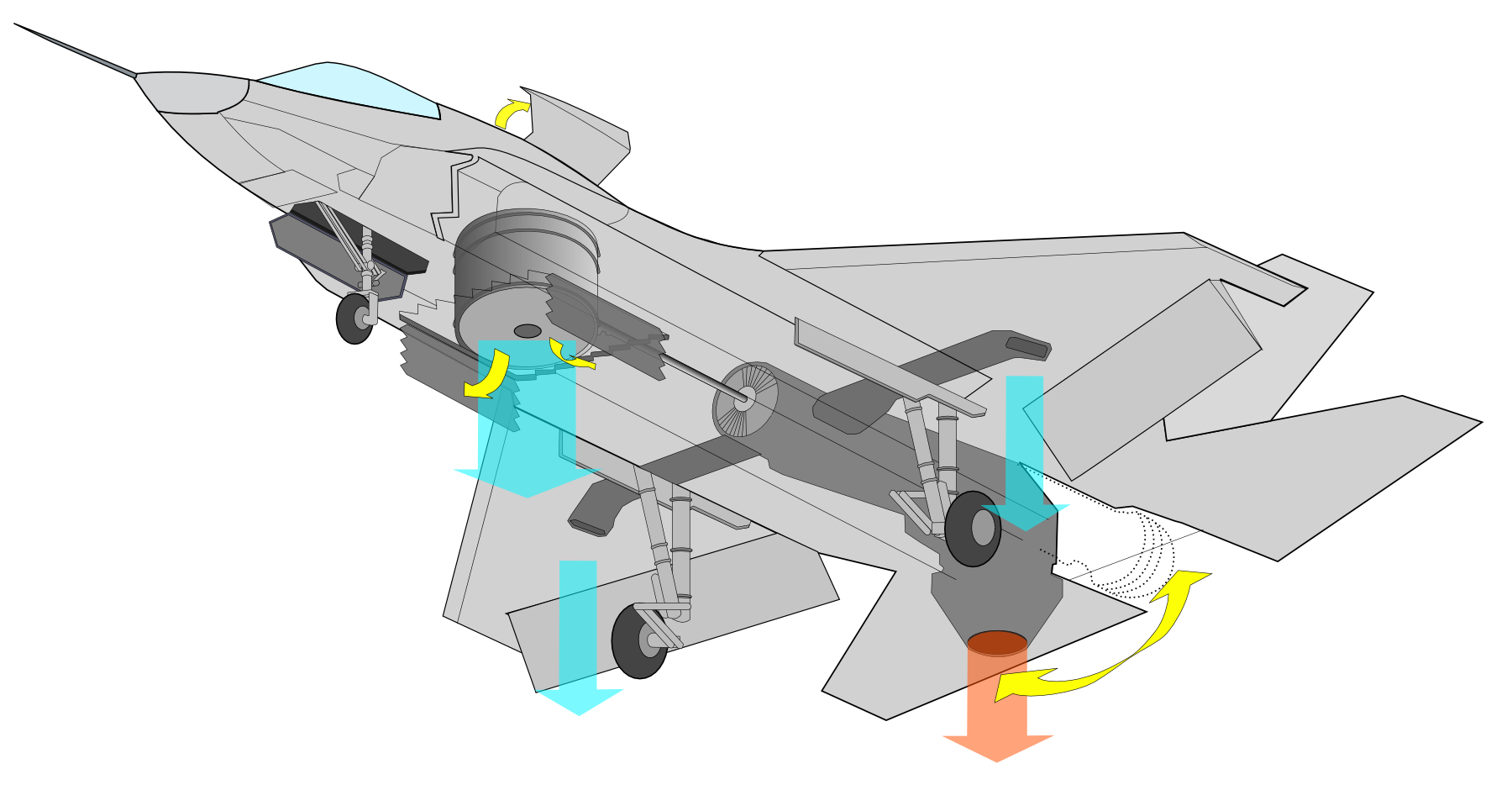
Sistema de turbina per en l'enlairament curt i aterratge vertical de l'F-35B.

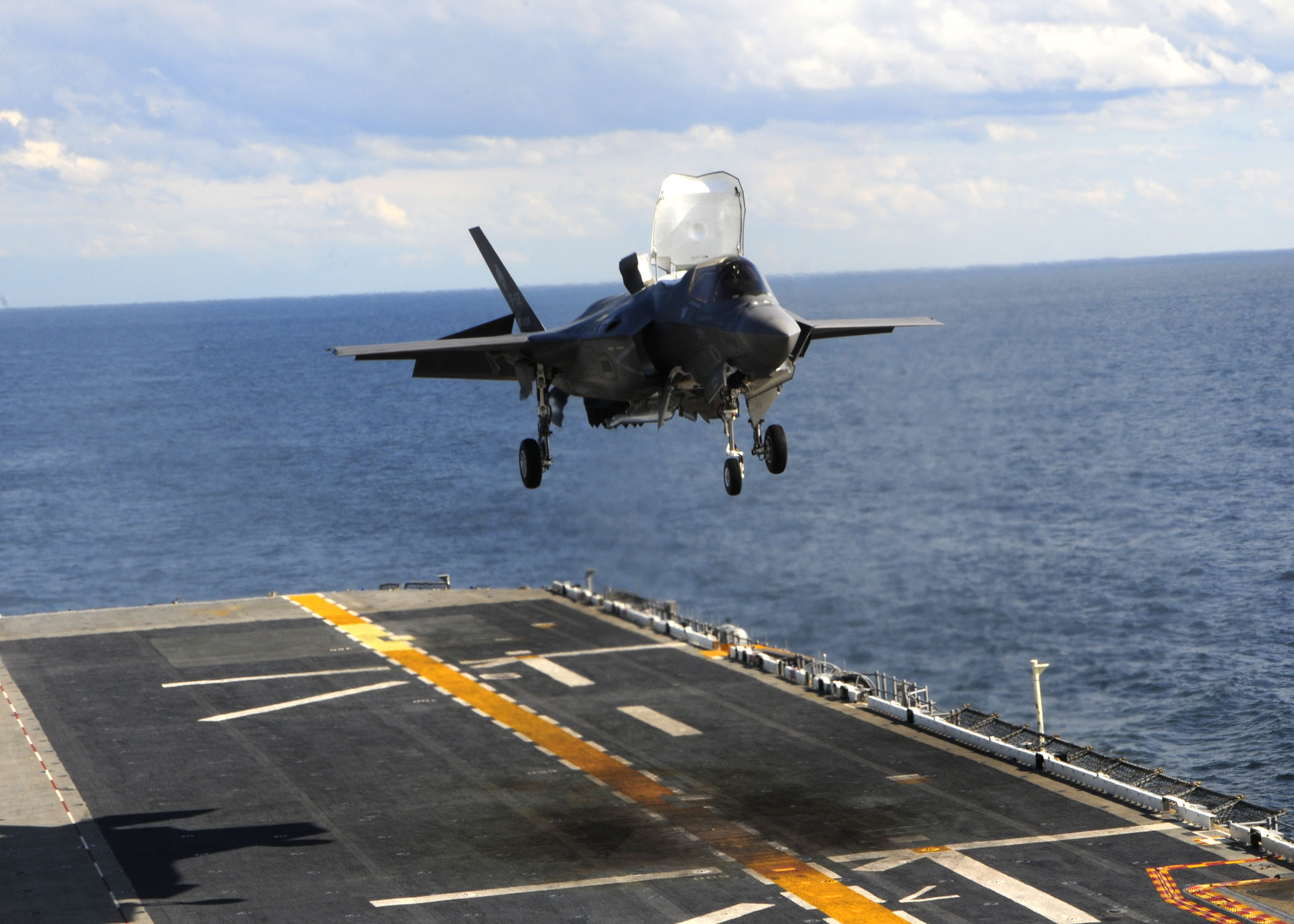
Un F-35B realitzant proves d'aterratge vertical a la coberta de vol d'un portahelicòpters.

La versió F-35B està dissenyada amb capacitat STOVL (enlairament curt i aterratge vertical) com el Harrier al qual està destinat a substituir. La RAF i l'Armada Britànica utilitzaran aquest model en comptes dels Harrier GR9. El Cos de Marines dels Estats Units l'utilitzarà per substituir tant els AV-8B Harrier II com els seus F/A-18 Hornet. L'F-35B té una mida similar a l'F-35A però té menys capacitat de combustible i no compta amb el canó, ja que una part considerable de l'interior del fuselatge està ocupada per l'impulsor vertical.
Durant les demostracions per aconseguir el contracte del JSF el prototip X-35B va enlairar-se en 150 metres, va accelerar fins a velocitat supersònica per llavors aterrar verticalment, una gran mostra de les seves capacitats que el prototip competidor de Boeing va ser incapaç d'igualar.
L'F-35B va realitzar el primer vol el 25 de febrer de 2009, però actualment aquesta variant presenta dificultats, ja que té un cost de desenvolupament molt alt i és la versió amb menys comandes previstes; és possible doncs que s'acabi cancel·lant per abaratir les altres versions.

### F-35C
L'F-35C és la variant naval que compta amb ales i superfícies de control augmentades, per millorar el control a velocitats baixes. Alhora compta amb tren d'aterratge i ganxo d'aturada reforçats per permetre l'aterratge en portaavions. Com és habitual en els avions embarcats les ales tenen un sistema de plegatge. La capacitat de càrrega i abast és notablement més alta que les altres versions i arriba a duplicar el combustible intern transportable respecte a l'F/A-18 Hornet. L'Armada dels Estats Units té previst adquirir 480 F-35C per substituir els models A, B, C i D del caça polivalent F/A-18 (que al seu torn han substituït a l'A-7 Corsair i A-6 Intruder). Aquests nous F-35C complementaran als F/A-18E/F Super Hornet.

## Problemes

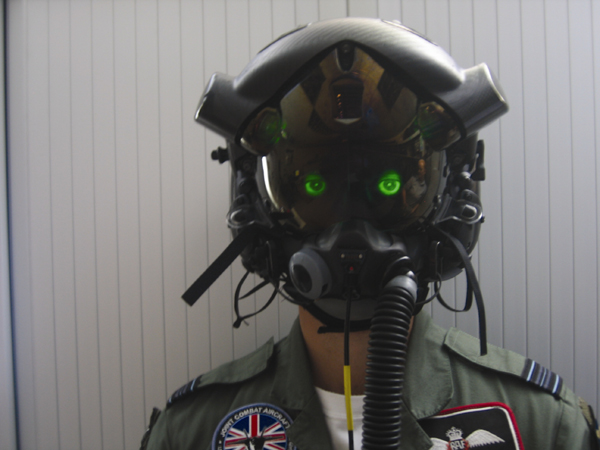
Casc que integra pantalles d'informació, utilitzat pels pilots de l'F-35.

Des que va començar a ser introduït en servei amb els Marines (2015), la Força Aèria dels EUA (2016) i la Força Naval dels EUA (2019) i es va començar a exportar a clients estrangers (començant per Israel el 2018), l'F-35 ha guanyat una reputació de ser un avió costós, problemàtic i propens a accidents, Des del setembre de 2018 fins a setembre 2023 11 avions F-35 han patit incidents als Estats Units, Japó, al mar Mediterrani, Corea i al mar del Sud de la Xina. El setembre de 2023 els marines van aturar els vols amb l'F-35 després del darrer incident ocorregut a Carolina del Sud.
Al llarg del seu cicle de producció, l'F-35 Lightning II ha patit una llarga llista de problemes tècnics, entre els quals els seients d'ejecció que podien trencar el coll dels pilots, greu risc de fallada estructural en volar a velocitats supersòniques, o limitació de vol en males condicions meteorològiques amb llamps.
En el seu informe de 2023, l'Oficina de Responsabilitat del Govern (GAO) del Congrés dels EUA va revelar que el programa F-35 "continua experimentant retards en la programació, creixement de costos i retards de lliuraments", amb un augment dels costos d'adquisició de 13.400 milions de dòlars des del 2019 i una modernització endarrerida i per sobre del pressupost.
En total, entre desembre de 2006 i 2023, la GAO ha informat de 277 deficiències de categoria 1 (qüestions crítiques que podrien posar en perill la seguretat i la seguretat del vol) i 2.467 de categoria 2 (aquelles que podrien impedir o limitar l'èxit de la missió) amb l'avió, entre ells problemes greus com la sobrepressurització de la cabina, problemes amb els sistemes de visió nocturna dels avions, errors de programari, problemes de radar, corrosió o seients ejectables.

## Especificacions (F-35A)
Dades de Especificacions de Lockheed Martin F-35 Program brief, F-35 JSF Statistics
Característiques generals
- Tripulació: 1
- Longitud: 51.4 ft
- Envergadura: 35 ft[N 1]
- Alçada: 14.2 ft[N 2]
- Superfície de l'ala 460 ft² (42,7 m²)
- Pes buit: 29.300 lb (13.300 kg)
- Pes carregat: 49.540 lb (22.470 kg); F-35B: 47.996 lb (21.771 kg); F-35C: 57.094 lb (25.896 kg)[29]
- Pes màxim d'enlairament: 70.000 lb (31.800 kg)[N 3]
- Motor: 1× turboventilador amb postcremador Pratt & Whitney F135 
  - Impuls normal: 28.000 lbf (125 kN)[30] F-35B: empenta vertical 39.700 lbf (176 kN). Incrementat fins a 41.000.
  - Impuls amb postcremador: 43.000 (191 kN) lbf[31][32]
- Capacitat interna de combustible: 18.480 lb (8.382 kg)[N 4]

 Rendiment 
- Velocitat màxima: Mach 1.6+ (1.930 km/h)
- Abast: 1.200 milles nàutiques (2.220 km) amb combustible intern
- Radi de combat: més de 590 milles nàutiques (1.090 km)[N 5]  amb combustible intern[33]
- Sostre de servei: 60.000 peus (18.288 m)[34]
- Càrrega alar: 91,4 lb/ft² (446 kg/m²)
- Impuls/pes: ** Amb combustible màxim: 0,87
  - Amb el 50% del combustible: 1,07
- Límits-g: 9 g[N 6]

Armament

- Metralladores: 1 × canó automàticGeneral Dynamics GAU-22/A de calibre 25 mm i 180 cartutxs[N 7]
- Punts d'ancoratge: 6 × suports externs alars amb una capacitat de 15.000 lliures (6,800 kg) i 2 badies internes amb 2 suports cadascuna per una càrrega total d'armament de fins a 18.000 lliures (8,100 kg) i provisions per portar combinacions de:
  - Míssils: ** Míssil aire-aire:
    - AIM-120 AMRAAM
    - AIM-132 ASRAAM
    - AIM-9 SidewinderX
    - IRIS-T

- - Míssil aire-superfície:
    - AGM-154 JSOW
    - AGM-158 JASSM
    - Brimstone missile
    - Joint Air-to-Ground Missile
    - SOM

  - Míssil antivaixell:
    - JSM

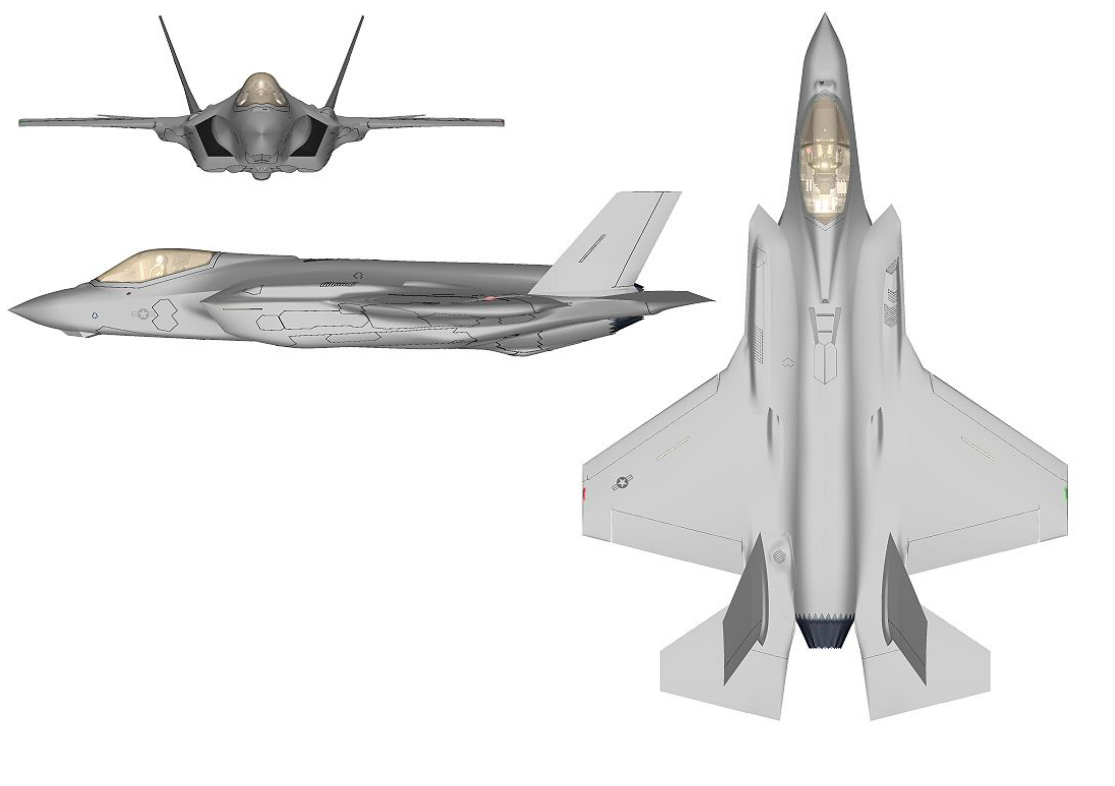
Vistes de l'F-35A

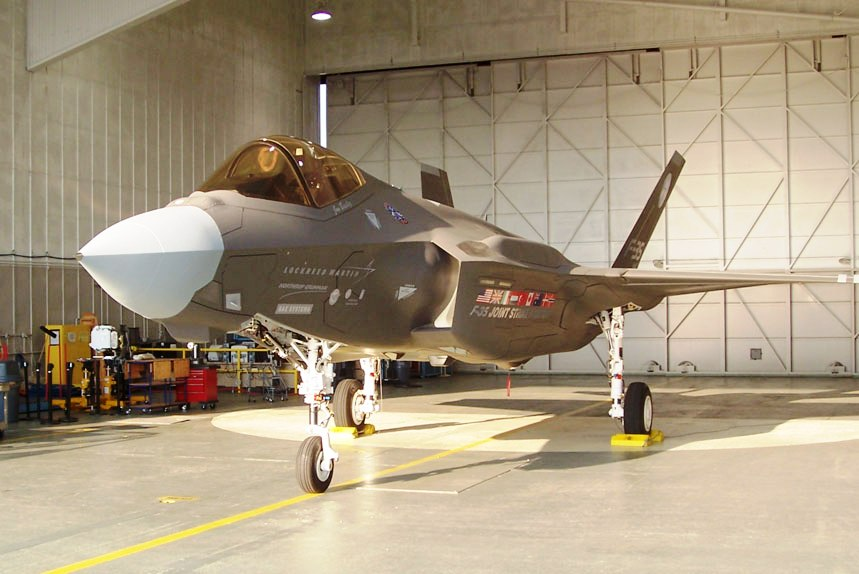
Un dels primers 15 F-35A de pre-producció.

  - Bombes: ***Bombes convencionals Mark 84, Mark 83 i Mark 82
    - bomba de dispersió CBU-100
    - Bombes guiades per làser Paveway
    - Bombes de diàmetre estret
    - JDAM
    - Bomba nuclear B61[35]Aviònica
- Radar AN/APG-81
- Sistema d'alerta de míssils (DAS) AN/AAQ-37
- Sistema de guerra electrònica "Barracuda" AN/ASQ-239
- Sistema de comunicacions i enllaç de dades (MADL)

|                                                       | F-35A CTOL                        | F-35B STOVL                     | F-35C Versió embarcada            |
| ----------------------------------------------------- | --------------------------------- | ------------------------------- | --------------------------------- |
| Longitud                                              | 51,4 peus (15,7 m)                | 51,3 peus (15,6 m)              | 51,5 peus (15,7 m)                |
| Envergadura alar                                      | 35 peus (10,67 m)                 | 35 peus (10,67 m)               | 43 peus (13,11 m)                 |
| Àrea alar                                             | 460 peus² (42,7 m²)               | 460 peus² (42,7 m²)             | 668 peus² (62,1 m²)               |
| Pes en buit                                           | 29.300 lliures (13.300 kg)        | 32.000 lliures (14.500 kg)      | 34.800 lliures (15.800 kg)        |
| Combustible intern                                    | 18.500 lliures (8.390 kg)         | 13.300 lliures (6.030 kg)       | 19.600 lliures (8.890 kg)         |
| Pes màxim a l'enlairament                             | 70.000 lliures (31.800 kg)        | 60.000 lliures (27.000 kg)      | 70.000 lliures (31.800 kg)        |
| Abast                                                 | 1.200 milles nàutiques (2.220 km) | 900 milles nàutiques (1.670 km) | 1.400 milles nàutiques (2.520 km) |
| Radi de combat on combustible intern                  | 590 milles nàutiques (1.090 km)   | 450 milles nàutiques (833 km)   | 640 milles nàutiques (1.185 km)   |
| Empenta/pes amb combustible màxim amb 50% combustible | 0,87 1,07                         | 0,90 1,04                       | 0,75 0,91                         |